# Wompou
Wompou (ou Woumpou, en arabe : وابو) est une commune du sud de la Mauritanie, située dans la région de Guidimakha. C'est le chef-lieu de la moughataa du même nom, le département de Wompou.

## Géographie
La commune de Wompou est située à l'ouest dans la région de Guidimakha et elle s'étend sur 660 km2.
Elle est délimitée au nord par la commune d'Arr, au sud-est et à l’est par la commune de Gouraye, au sud-ouest par le fleuve Sénégal, qui fait la frontière avec le Sénégal, à l’ouest par les communes de Sagné et Toulel.
Wompou est une ville importante dans la région, avec une population jeune et dynamique composée principalement de Soninkés, Maures, Peuls, Wolofs et Bambaras.

## Histoire
Wompou est l'un des villages de la province historique soninké de Haïré, comme Waoundé, Dembancane , Arr, Goumal, Toulel, Moulissimo Yérouma.
Comme dans les principaux villages du Haïré, ce sont les Soumaré originaire du Mandé qui occupent la chefferie. Les Siby jouent les rôles de médiateur et de juge (Mangu), ainsi que d’attaché de protocole du chef de village (Débé goumé), les Wanoukou (TRAORE Et DIA) comme conseillers et bras armés des chefs.
Wompou a été érigée en commune par l'ordonnance du 20 octobre 1987 instituant les communes de Mauritanie.

## Démographie
Lors du Recensement général de la population et de l'habitat (RGPH) de 2000, Wompou comptait 9 859 habitants.
Lors du RGPH de 2013, la commune en comptait 13 250, soit une croissance annuelle de 2.4 % sur 13 ans.

## Administration
Le 8 septembre 2021, le gouvernement mauritanien a adopté un projet de décret donnant lieu à la création de six nouvelles moughataas à travers le pays, dont celle de Wompou. L'arrondissement de Wompou, dans le département de Sélibabi, devient une moughataa à part entière. Elle est constituée de trois communes : Ajar, Arr et Wompou, qui en est le chef-lieu.
La création de cette moughataa est très appréciée par les habitants et administrations locales, qui l'ont fait savoir.

## Économie
L'agriculture est au centre de l'économie de Wompou, comme quasiment toutes les communes de la région. Mais cette économie est fragile car elle rencontre des obstacles à son développement, notamment les conditions climatiques ou le manque de moyens des agriculteurs. Pour faire face à ces obstacles, l'État ou différentes ONG financent des projets qui améliorent les conditions de vie des habitants.
De nombreux aménagements agricoles ont été réalisés à Wompou. En 2020, un total de 100 ha d'aménagements ont été financés par l'État et de nombreux autres depuis, comme un marché de bétail fin 2021.

## Santé et éducation
Wompou possède un centre de santé de catégorie B couvrant ces besoins sanitaires ainsi que ceux des communes d'Ajar et Arr. Le bâtiment dispose d’un personnel dont un médecin généraliste, une sage-femme et des infirmiers ainsi que d’une salle d’échographie, une autre pour les opérations, un centre de nutrition et une ambulance.
À la suite de violentes inondations durant la saison des pluies de 2020, Wompou ainsi que six autres communes de la région ont reçu des dons de matériels offerts par le Fonds des Nations unies pour la population en décembre 2020. De nombreux kits composés de nattes, de couvertures et de sacs contenant des effets personnels destinés aux femmes ont été distribués aux habitants de la commune.